# 浅野拓磨
淺野拓磨（日语： Asano Takuma；1994年11月10日—），日本足球運動員，現效力於西甲球隊馬略卡，日本國家足球隊成員，司職前鋒。

## 早期生涯
在哥哥们的影响下，浅野从年幼时就开始接触足球运动。小学三年级时期，浅野进入三重县当地的球队PERNA FC踢球，初中时加入菰野町立八风中学足球部。受家庭经济条件制约，即将步入高中的浅野并不愿意继续坚持自己的足球梦想，走上更高的台阶。但这时浅野的能力得到了校队顾问的赏识，在校队顾问劝说下，浅野才同意在高中时进入全国足球名校三重县立四日市中央工业高等学校。
2010年起，进入高中学习的浅野连续三年代表校队参加日本全国高等学校足球选手权大会。在第90回全国大会上六场比赛攻入七个进球，带领球队一路杀进决赛，并在赛后当选赛事最佳射手；第91回全国大会中入选赛事优秀选手阵容。在全国大会上大放异彩的浅野很快就陆续收到了日本职业足球联赛多家球队的报价。最终浅野选择了在当年日职联赛首度捧起冠军奖杯的球队广岛三箭。

## 俱樂部生涯

### 廣島三箭
2013年1月，18岁的浅野拓磨加盟日职球队广岛三箭，首季虽赢得日职冠军，但他联赛上阵的次数只有1次。他首季加盟球队，便赢得日本超级杯冠军。
2014年2月22日，获得2013年日本联赛盃冠军的广岛三箭与天皇盃冠军横滨水手进行日本超级盃的决战，浅野拓磨在第59分钟替补出场，在第66分钟创造了个人职业生涯的首个进球，帮助球队战胜对手捧起冠军奖盃。
2015年4月18日，浅野拓磨在广岛三箭客场对阵FC东京的比赛中打入了个人联赛首球，帮助球队逆转对手取胜。
2015年12月5日，日职联赛总冠军赛第二回合，广岛三箭主场迎战大阪飛腳，在球队0-1落后、总比分被扳为3-3平的情况下，第76分钟，浅野拓磨在禁区内头球破门，帮助广岛三箭以4-3总比分取得了总冠军赛的胜利。
2015年，浅野拓磨在绝大多数都是替补上阵的情况下，还是用联赛出场32场打进8球的成绩获得了2015年賽季日职联赛的年度最佳新秀。
2016年起，浅野拓磨身披球队“10号”球衣。

### 阿仙奴
2016年7月3日，英超联赛球队阿森纳足球俱乐部官方宣布已经就引进浅野拓磨一事基本达成协议。8月26日，由于未符合英格兰联赛劳工证申请条件，浅野被租借至德乙联赛球队斯图加特足球俱乐部，租借期为1年。

### 史特加
2016年8月26日，浅野拓磨被外借至德乙球队斯图加特，为期1年，而斯图加特拥有续借1年的权利。
10月30日，德乙联赛第11轮，斯图加特客场迎战卡尔斯鲁厄，浅野拓磨租借斯图加特并在比赛中首发登场，轰入旅欧第1球。
德乙比赛中斯图加特3-1战胜纽伦堡。补时阶段日本小将浅野拓磨为球队打进锁定胜局的一球，这也是浅野拓磨代表斯图加特打进的第二粒进球。
在德乙联赛，浅野拓磨得到了充足的上场时间，并通过出场26场打进4个进球的表现帮助这支前德甲联赛冠军升级成功。而斯图加特宣布续租浅野拓磨一年。
2017年4月9日，德乙联赛斯图加特对卡尔斯鲁厄的比赛，最终斯图加特凭借浅野拓磨的梅开二度全取三分。
浅野拓磨在2017-18年赛季的德甲联赛中一共出场15次，其中首发7次，打进1球。冬歇期结束后，他因耻骨发炎缺席了与柏林赫塔的比赛，之后对阵美因茨的比赛中他又没有进入大名单。

### 漢諾威96
漢諾威96官方宣布，球队租借了阿森纳前锋浅野拓磨。在同意加盟后，浅野拓磨将为球队租借效力一年，他的租借合同将在明年6月30日到期。
浅野拓磨在今年的第一季度取得了比去年最后几个月更多的机会。至少在队内他取得了首发的机会，不过他的状态和全队一样低迷，浅野拓磨在球队没有进球。

### 柏迪遜
阿森纳官方宣布日本球员浅野拓磨加盟柏迪逊。柏迪逊以100万欧元的价格从阿森纳签下浅野拓磨，合同至2022年结束。淺野拓磨成为了柏迪逊历史上的首位日本球员。
欧联第3轮资格赛首回合，柏迪逊3-1战胜马拉蒂亚体育，浅野拓磨替补出场完成首秀，并在第67分钟打入一球。
塞尔维亚超级联赛第5轮比赛中，浅野拓磨完成帽子戏法，帮助贝尔格莱德游击5-0大胜因吉亚。
浅野拓磨2021年5月2日在自己的LINE BLOG上发文，宣称与游擊隊解约，原因是球队欠薪。

### 波琴
游擊隊中场浅野拓磨转会加盟德甲俱乐部波琴，双方签约3年。这也是他时隔三年再次重返德甲。

## 國家隊生涯

### 青年隊
2016年1月30日，在2016年亚足联U23锦标赛决赛，浅野拓磨在日本落后韩国两球的情况下替补登场，在之后的14分钟时间内上演梅开二度的好戏，帮助日本连扳3球实现大逆转，力克韩国成功夺冠。7月1日，浅野拓磨入选日本U23足球代表队參加2016年里约热内卢奥运会男子足球比赛大名单。8月4日，里约奥运小组赛首轮日本对阵尼日利亚，浅野拓磨替补出场并在比赛第70分钟接队友传中破门。8月7日，小组赛第二轮迎战哥伦比亚队，浅野拓磨首发出场并连续两场比赛取得进球。

### 成年隊
2015年5月7日，當時為日本國家足球隊教練瓦希德·哈利霍季奇召入淺野拓磨，參加為期兩日的訓練營。2015年7月23日，2015年东亚盃日本队参赛名单发表，浅野拓磨首次入选国家队。
2015年8月2日，浅野拓磨在2015年东亚盃第二场对北韓的比赛中替补出场，完成个人在国家队的首秀。
2016年6月3日，淺野拓磨在麒麟盃對陣保加利亞時，攻入首個國家隊入球，協助日本以7比2大勝。6月7日，他在和波赫的麒麟盃友谊赛中首次代表国家队首发出场。
2016年9月7日，在2018年世界盃亞洲區外圍賽對陣泰國的比賽中，淺野拓磨於75分鐘射入一球，最終日本以2比0擊敗泰國。
2022年11月，浅野拓磨獲選入2022年世界盃日本隊的最終26人名單。在小组赛第一场和德国队的比赛中打进一球。

## 個人生活
浅野拓磨的父亲浅野智之是一名卡车司机，母亲作为家庭主妇照顾家人。浅野拓磨的家庭有7个兄弟姐妹，浅野在家中排行第三。

## 榮譽
廣島三箭
- 日職J1聯賽冠軍: 2013、2015
- 日本超級盃冠軍: 2013、2014、2016

史特加
- 德國足球乙級聯賽冠軍: 2016–17

日本國家隊
- U-23亞洲盃 : 2016